# Fabricaciones Militares
Fabricaciones Militares (FM) es una empresa de defensa argentina en la órbita del Ministerio de Defensa. Su principal área operativa es la investigación, desarrollo y fabricación de productos militares para fuerzas terrestres.
Fue creada el 31 de enero de 2019 a partir de la conversión de la Dirección General de Fabricaciones Militares en una empresa bajo el tipo societario de sociedad del Estado.

## Historia
En 2019, el presidente Mauricio Macri dispuso la transformación de la antigua Dirección General de Fabricaciones Militares en una sociedad del Estado, pasando de ser un organismo dependiente del Ministerio de Defensa a convertirse en una empresa del Estado.
El 23 de diciembre de 2023, FM reabrió su división de fabricación de pólvoras y explosivos FANAZUL, cerrada en 2018.
En 2024, tras la publicación del Decreto de Necesidad y Urgencia 70/2023, la empresa cambió su tipo societario a una sociedad anónima unipersonal, cumpliendo el artículo 48 del decreto que estipulaba la transformación en sociedades anónimas de las empresas con participación del Estado.

## Productos
A través de sus diferentes filiales FM produce municiones, armamento, chalecos antibalas, gas lacrimógeno, distintos tipos de químicos y fertilizantes, explosivos dedicados a minería, y servicios relacionados a la metalmecánica.
FM exporta sus productos a empresas privadas de Perú, España y Bolivia.

## Filiales
FM está constituida por las Fábricas Militares de Fray Luis Beltrán en la Provincia de Santa Fe, la fábrica militar de Río Tercero y la fábrica de explosivos de Villa María ambas en la Provincia de Córdoba, la fábrica de explosivos en San José de Jáchal, Provincia de San Juan y FANAZUL en Azul, Provincia de Buenos Aires.